# Real (Braga)
Real é um bairro na periferia da cidade portuguesa de Braga que foi sede da extinta Freguesia de Real, freguesia que tinha 1,51 km² de área e 7 666 habitantes (2011), e, por isso, uma densidade populacional de 5 076,8 hab/km².
A Freguesia de Real foi extinta em 2013, no âmbito de uma reforma administrativa nacional, tendo sido agregada às freguesias de Dume e Semelhe, para formar uma nova freguesia denominada União das Freguesias de Real, Dume e Semelhe da qual é a sede.

## População
| População da freguesia de Real (1864 – 2011) | População da freguesia de Real (1864 – 2011) | População da freguesia de Real (1864 – 2011) | População da freguesia de Real (1864 – 2011) | População da freguesia de Real (1864 – 2011) | População da freguesia de Real (1864 – 2011) | População da freguesia de Real (1864 – 2011) | População da freguesia de Real (1864 – 2011) | População da freguesia de Real (1864 – 2011) | População da freguesia de Real (1864 – 2011) | População da freguesia de Real (1864 – 2011) | População da freguesia de Real (1864 – 2011) | População da freguesia de Real (1864 – 2011) | População da freguesia de Real (1864 – 2011) | População da freguesia de Real (1864 – 2011) |
| -------------------------------------------- | -------------------------------------------- | -------------------------------------------- | -------------------------------------------- | -------------------------------------------- | -------------------------------------------- | -------------------------------------------- | -------------------------------------------- | -------------------------------------------- | -------------------------------------------- | -------------------------------------------- | -------------------------------------------- | -------------------------------------------- | -------------------------------------------- | -------------------------------------------- |
| 1864                                         | 1878                                         | 1890                                         | 1900                                         | 1911                                         | 1920                                         | 1930                                         | 1940                                         | 1950                                         | 1960                                         | 1970                                         | 1981                                         | 1991                                         | 2001                                         | 2011                                         |
| 1205                                         | 1306                                         | 1220                                         | 1241                                         | 1306                                         | 1311                                         | 1305                                         | 1597                                         | 1859                                         | 1887                                         | 1972                                         | 2527                                         | 3048                                         | 4871                                         | 7666                                         |

## Resultados eleitorais

### Eleições autárquicas (Junta de Freguesia)
| Partido     | %    | M    | %    | M    | %    | M    | %    | M    | %    | M    | %    | M    | %    | M    | %    | M    | %    | M    | %    | M    |
| Partido     | 1976 | 1976 | 1979 | 1979 | 1982 | 1982 | 1985 | 1985 | 1989 | 1989 | 1993 | 1993 | 1997 | 1997 | 2001 | 2001 | 2005 | 2005 | 2009 | 2009 |
| ----------- | ---- | ---- | ---- | ---- | ---- | ---- | ---- | ---- | ---- | ---- | ---- | ---- | ---- | ---- | ---- | ---- | ---- | ---- | ---- | ---- |
| IND         | 53,4 | 5    | 51,3 | 7    | 62,9 | 9    | 54,2 | 6    | 71,4 | 7    | 67,2 | 7    | 51,6 | 5    |      |      |      |      |      |      |
| PPD/PSD     | 41,7 | 4    | 26,3 | 4    |      |      | 25,4 | 2    | 15,4 | 1    | 17,5 | 1    | 26,4 | 3    |      |      |      |      |      |      |
| APU/CDU     |      |      | 18,7 | 2    | 28,5 | 4    | 16,6 | 1    | 10,4 | 1    | 11,6 | 1    | 11,0 | 1    | 17,2 | 1    | 19,5 | 2    | 14,1 | 1    |
| PS          |      |      |      |      |      |      |      |      |      |      |      |      |      |      | 48,2 | 5    | 41,3 | 4    | 43,8 | 5    |
| PSD-CDS-PPM |      |      |      |      |      |      |      |      |      |      |      |      |      |      | 29,0 | 3    | 31,0 | 3    | 33,3 | 3    |

## Património
- Capela de São Frutuoso
- Convento de São Francisco (Braga)
- Quinta PedagógicaReferências

1. ↑  «População residente, segundo a dimensão dos lugares, população isolada, embarcada, corpo diplomático e sexo, por idade (ano a ano)». Informação no separador "Q601_Norte". Instituto Nacional de Estatística. Consultado em 6 de Março de 2014. Cópia arquivada em 4 de dezembro de 2013
2. ↑  Diário da República, 1.ª Série, n.º 19, Lei n.º 11-A/2013 de 28 de janeiro (Reorganização administrativa do território das freguesias). Acedido a 2 de fevereiro de 2013.
3. ↑  Instituto Nacional de Estatística (Recenseamentos Gerais da População) - https://www.ine.pt/xportal/xmain?xpid=INE&xpgid=ine_publicacoes